# 혼다 다다쿠니

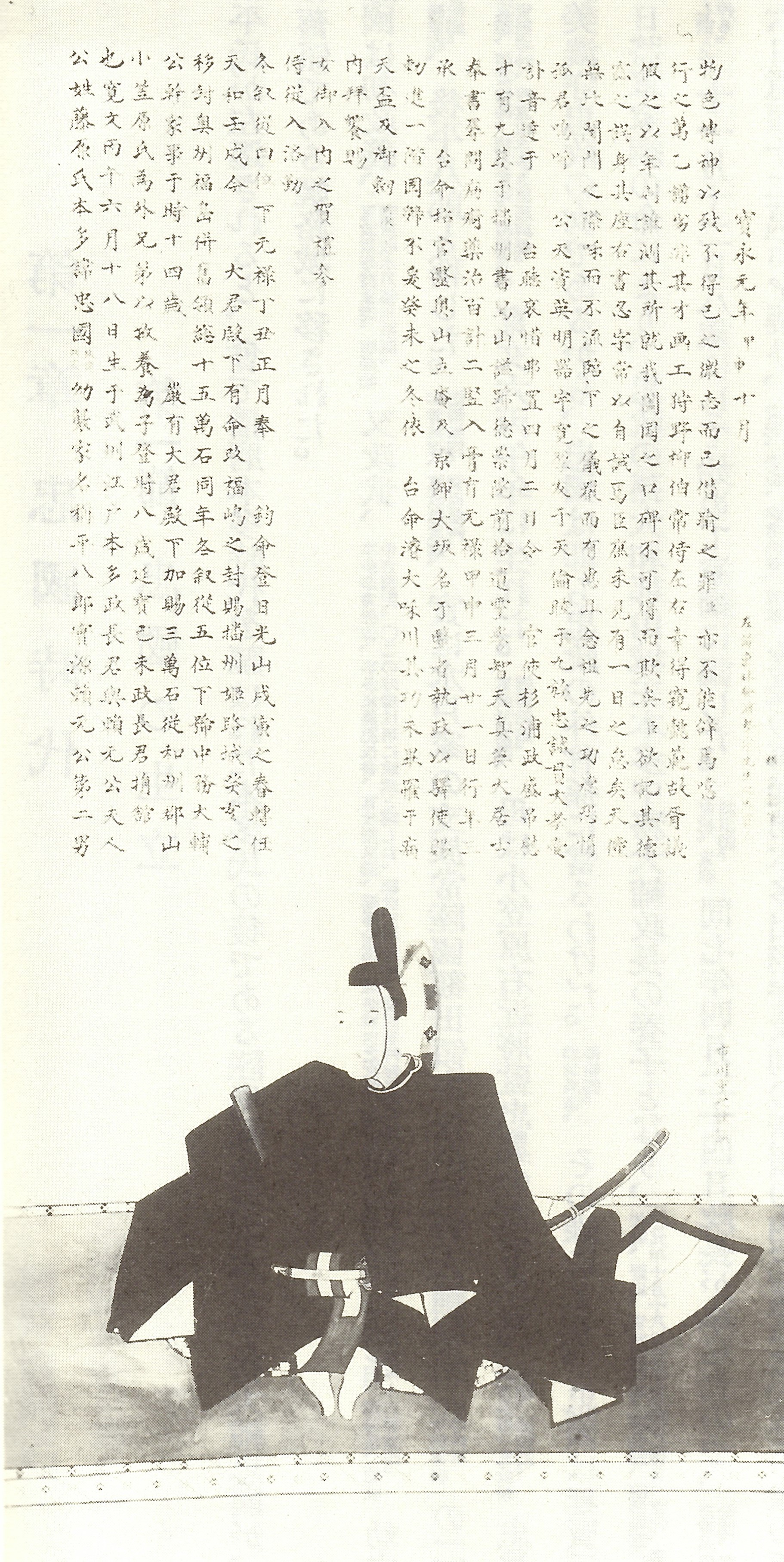
혼다 다다쿠니

혼다 다다쿠니(일본어: 本多忠国, 1666년 ~ 1704년 4월 24일)는 에도 시대의 다이묘이다. 혼다 가문 다다카쓰계 종가 제6대 당주이다. 다른 이름은 헤이하치로(平八郎)이다.
모리야마번주 마쓰다이라 요리모토와 가네히메(兼姫)의 둘째 아들로 태어났다. 미토번 초대 번주인 도쿠가와 요리후사의 손자이자, 2대 번주 도쿠가와 미쓰쿠니의 조카이다.
1673년, 헤이하치로 종가 당주이자 고리야마번주 혼다 마사나가의 양자가 되었고, 1679년, 마사나가가 죽자 혼다 가문을 계승함과 동시에 후쿠시마번으로 전봉되었고, 종5위하 중무대보에 서임되었다. 1682년, 다시 히메지번으로 옮겨갔고, 1683년에는 종4위하로 승진하였다. 1697년에 시종에 임명되었다. 번주로 재직중이던 1704년에 39세의 나이로 사망하였고, 셋째 아들 다다타카가 그 뒤를 이었다.